# Leighton James
Leighton James (Loughor, 1953. február 16. – Cwmrhydyceirw, 2024. április 19.) válogatott walesi labdarúgó, csatár, edző.

## Pályafutása

### Klubcsapatban
Pályafutása nagy részét angol csapatoknál töltötte.
1970 és 1975 között a Burnley, 1975 és 1977 között a Derby County, 1977–78-ban a Queens Park Rangers, 1978 és 1980 között ismét a Burnley labdarúgója volt. 1980 és 1983 között a walesi Swansea City játékosa volt, ahol három kupagyőzelmet ért el a csapattal. 1983–84-ben a Sunderland, 1984–85-ben a Bury, 1985–86-ban a walesi Newport County labdarúgója volt. 1986 és 1989 között a Burnleyben fejezte be az aktív labdarúgást.

### A válogatottban
1971 és 1983 között 54 alkalommal szerepelt a walesi válogatottban és tíz gólt szerzett.

### Edzőként
1993 és 1998 között angol alsóbb osztályú csapatoknál dolgozott (Gainsborough Trinity, Morecombe, Nethefield, Ilkeston Town, Accrington Stanley). 1998-tól 2012-ig Walesben edzőködött a Llanelli, a Garden Village, az Aberdare Town és a Haverfordwest County csapatainál.

## Sikerei, díjai
Burnley
- Angol szuperkupa (FA Charity Shield)
  - győztes: 1973
- Angol bajnokság – másodosztály (Second Division)
  - bajnok: 1972–73

 Derby County
- Angol szuperkupa (FA Charity Shield)
  - győztes: 1975

 Swansea City
- Walesi kupa
  - győztes (3): 1981, 1982, 1983